# 우트나피쉬팀

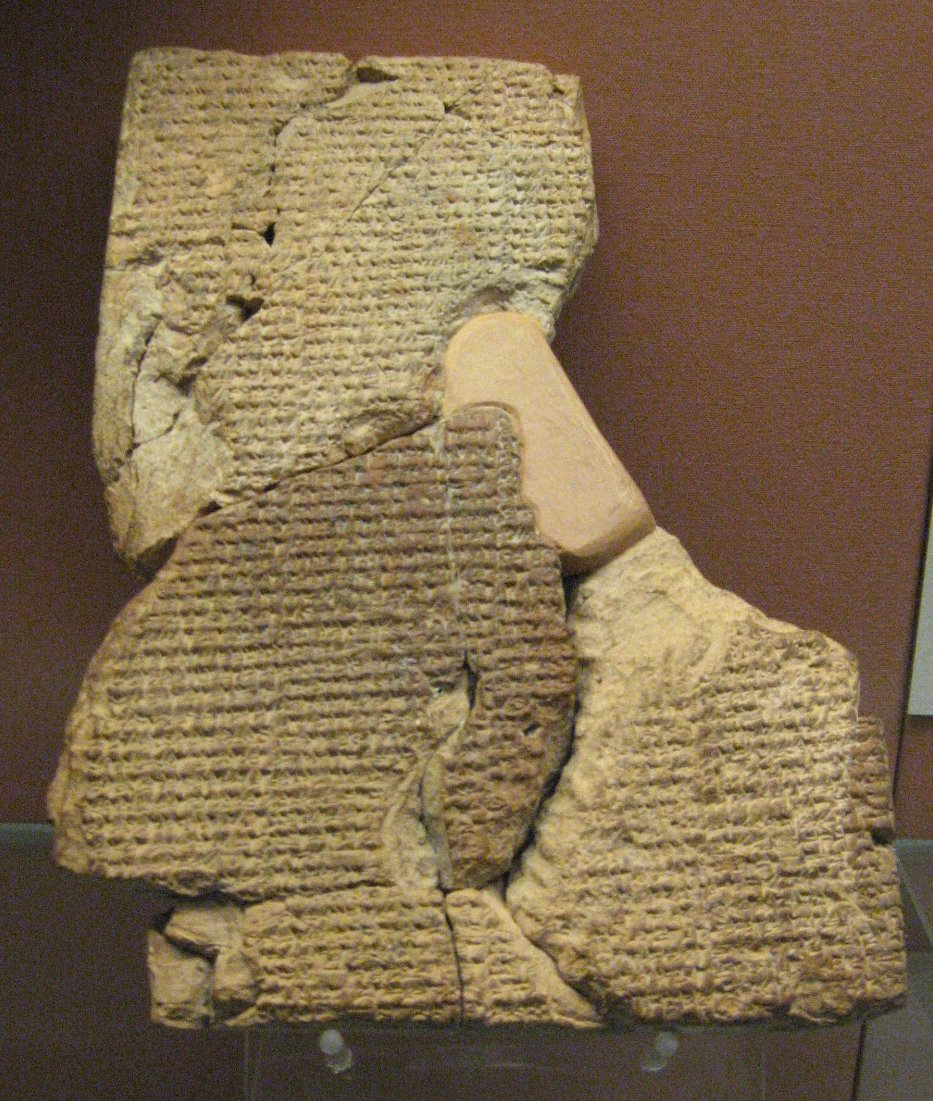
대영 박물관에 소장된 아트라하시스 서사시가 새겨진 쐐기 문자 점토판

우트나피쉬팀(Utnapishtim) 또는 우타-나피쉬팀(Uta-napishtim, 아카드어: 𒌓𒍣, "생명을 찾은 자")은 이라크 남부의 고대 도시 슈루팍의 전설적인 왕이다. 길가메시 홍수 신화에 따르면 배를 만들어 타고 대홍수에서 살아남았다고 한다.
여러 기록에서 다른 이름으로 불린다. 가장 오래된 수메르어 버전에서는 지우수드라("장수의 생명", 베로수스에서는 크시수트로스, Ξίσουθρος로 번역됨)라고 불렸고, 나중에는 그의 도시 이름을 따서 슈루팍이라고 불렸다. 초기 아카드어 자료에서는 아트라-하시스("지극히 현명한 자")로, 그리고 길가메시 서사시와 같은 후기 아카드어 자료에서는 우타-나피쉬팀("생명을 찾은 자")으로 불렸다. 그의 아버지는 왕 우바르-투투("신 투투의 친구")였다.
우트나피쉬팀은 메소포타미아 전설에 나오는 대홍수 이전의 여덟 번째 왕이다. 연대기상 기원전 2900년경에 활동한 것으로 계산되는데, 이는 젬데트 나스르와 초기 왕조 시대 사이의 슈루팍에서 발견된 홍수 퇴적층과 일치한다.
메소포타미아 신화의 우트나피쉬팀은 홍수 영웅으로, 엔키(아카드어 에아)로부터 모든 생명을 쓸어버릴 대홍수에 대비하여 "생명 보존자"라고 불릴 거대한 배를 만들라는 지시를 받았다. 표준 바빌로니아 길가메시 서사시의 11번째 서판에 등장하며, 길가메시의 불멸성 탐색의 절정을 이룬다. 우타-나피쉬팀 이야기는 성경의 노아 이야기와의 유사성 때문에 성서학계에서도 학술적으로 비교되어 왔다.

## 이야기
우타-나피쉬팀은 신 엔키로부터 자신의 세속적인 소유물을 버리고 '생명 보존자'라고 불릴 거대한 배를 만들라는 지시를 받는다. 에라와 이슘에 따르면, 마르두크는 홍수와 일곱 현자의 창시자였다고 한다.
'생명 보존자'는 단단한 목재로 만들어져 샤마시(태양)의 햇살이 들어오지 않도록 했으며, 길이와 너비가 동일한 크기였다. 배의 디자인은 엔키가 땅에 그렸다고 하며, 5일 만에 만들어진 방주 틀은 길이, 너비, 높이가 각각 200피트였고, 바닥 면적은 1에이커였다. 방주 내부는 7개 층으로 나뉘었고, 각 층은 9개 구획으로 나뉘어 7일째에 방주가 완전히 완성되었다. 모든 사람이 배에 탑승하자 배의 입구는 봉인되었다.
그는 또한 아내, 가족, 친척, 그리고 그의 마을의 장인들, 아기 동물들, 그리고 곡식들을 데리고 오라는 지시를 받았다. 다가오는 홍수는 배에 타지 않은 모든 동물과 사람을 쓸어버릴 것이었다. 물 위에서 12일이 지난 후, 우타-나피쉬팀은 배의 해치를 열고 주위를 둘러보았고 니시르 산의 경사면을 보았다. 그곳에서 그는 7일 동안 배를 댔다. 7일째에 그는 비둘기를 보내 물이 빠졌는지 확인했고, 비둘기는 물 외에는 아무것도 찾지 못하고 돌아왔다. 그리고 그는 제비를 보냈지만, 이전과 마찬가지로 아무것도 찾지 못하고 돌아왔다. 마침내 우타-나피쉬팀은 까마귀를 보냈고, 까마귀는 물이 빠진 것을 보았으므로 주위를 맴돌았지만 돌아오지 않았다. 우타-나피쉬팀은 그 후 모든 동물을 풀어주고 신들에게 제물을 바쳤다.
신들이 왔고, 그가 신들에게 충실하고 신뢰하며 인간의 씨앗을 보존했기 때문에 우타-나피쉬팀과 그의 아내는 불멸성과 함께 천상의 신들 사이의 자리를 받았다. 엔키(에아)는 또한 자신이 "아트라하시스"(분명히 우타-나피쉬팀을 지칭함)에게 홍수에 대해 말하지 않았으며, 단지 그에게 꿈을 보이게 했을 뿐이라고 주장한다.

## 서사시에서의 역할
서사시에서, 친구 엔키두의 죽음으로 압도된 영웅 길가메시는 강 어귀에 살며 영원한 생명을 얻은 조상 우타-나피쉬팀(크시수트로스)을 찾아 여러 차례 여행을 떠난다.
우타-나피쉬팀은 길가메시에게 불멸성을 찾는 것을 포기하라고 조언하지만, 불멸성을 얻고 싶다면 잠을 거부하는 시험을 준다. 길가메시가 잠을 거부하는 시험에 실패하자, 우타-나피쉬팀은 그에게 다시 젊어질 수 있는 식물에 대해 알려준다. 길가메시는 딜문(현재의 쿠웨이트로 흔히 여겨짐)의 바다 밑에서 그 식물을 얻지만, 뱀이 그것을 훔쳐가고, 길가메시는 불멸성이나 회춘의 희망을 버리고 우루크 도시로 돌아간다.

## 같이 보기
- 아트라하시스
- 데우칼리온
- 홍수 신화
- 지우수드라